# Senzig
Senzig è una frazione della città tedesca di Königs Wusterhausen, nel Brandeburgo.

## Storia
Senzig fu nominata per la prima volta nel 1460.

Costituì un comune autonomo fino al 2003.